# 柏鴻輝
柏鴻輝（1958年—），中華民國空軍中將（退役），畢業於臺大EMBA碩士、空軍官校70年班，現任國防部軍政副部長，曾任國防院副執行長、國防部常務次長、空軍司令部參謀長、國防部政辦室主任、空軍戰管聯隊長、國防部國會連絡處長、駐美軍事代表團團長、空軍司令部副督察長等職，是前國防部長嚴明、馮世寬兩人愛將，也是創下了首次由退役空軍中將出任國防部副部長一職的先例。2018年12月1日屆齡退伍，常務次長職缺由陸軍六軍團指揮官徐衍璞中將陸官72接任。2025年3月29日，柏鴻輝前往美國參與首架售台的F-16C/D Block70戰隼戰鬥機的出廠典禮。

## 荣誉

### 中华民国勋章奖章
- 三等宝鼎勋章（2024年5月17日于台北博爱营区颁授[7]）